# Masacre de Netanya
La masacre de Netaya de 2002 fue un atentado suicida perpetrado por Hamás en el Park Hotel de Netanya, Israel, el 27 de marzo de 2002, durante un Séder de Pésaj. Treinta civiles murieron en el ataque y 140 resultaron heridos. Fue el ataque más mortífero contra los israelíes durante la Segunda Intifada. Durante la festividad judía de Pascua en 2002, el Park Hotel en la ciudad costera israelí de Netanya celebró su tradicional seder de Pesaj anual para sus 250 invitados, en el comedor del hotel ubicado en la planta baja del hotel.

## El ataque
En la noche del 27 de marzo de 2002, un terrorista palestino, Abdel-Basset Odeh (o Abd Al-Baset Odeh), disfrazado de mujer, se acercó al hotel llevando una maleta que contenía poderosos explosivos. El terrorista suicida logró pasar al guardia de seguridad en la entrada de un hotel, luego caminó por el vestíbulo pasando por el mostrador de recepción y entró en el atestado comedor del hotel.
A las 19:30 (GMT+2) el atacante suicida detonó el artefacto explosivo que portaba. La fuerza de la explosión mató instantáneamente a 28 civiles y lesionó a unas 140 personas, de las cuales 20 resultaron gravemente heridas. Dos de los heridos luego murieron a causa de sus heridas. Algunas de las víctimas fueron sobrevivientes del Holocausto. La mayoría de las víctimas eran personas mayores (de 70 años en adelante). La víctima más vieja tenía 90 años y la menor tenía 20 años. Varias parejas casadas fueron asesinadas, así como un padre junto con su hija. Una de las víctimas era un turista judío de Suecia que estaba de visita en Israel para la Pascua. 
Setenta y tres de los 140 heridos en el ataque fueron evacuados al Hospital Laniado en la vecina Kiryat Sanz, Netanya. Aunque se estableció como un hospital regional, Laniado había establecido un centro de trauma y un protocolo de emergencia a raíz de los atentados suicidas y los ataques terroristas en la zona de Netanya durante la Segunda Intifada. Además de los equipos médicos, el hospital se benefició del voluntariado de los hasidim que vivían en Kiryat Sanz, quienes donaron sangre, llevaron camillas y ayudaron al personal médico. La trama de la masacre de la Pascua incluía el uso de cianuro, se habían comprado y preparado 4 kg de cianuro para un ataque químico.
Tarak Zidan había sido reclutado para Hamás, y durante 1997 investigó el uso de cloro y otros agentes nerviosos para ser utilizados en ataques terroristas. En 2002 se compraron y embalaron 4 kg de cloro para el ataque. Por razones desconocidas, no se utilizó y pasó a Abbas al-Sayyid en su lugar.

## Autores
El grupo insurgente Hamás se atribuyó la responsabilidad del ataque. El terrorista fue identificado como Abdel-Basset Odeh (Abd Al-Baset Odeh), un joven de 25 años de la cercana ciudad cisjordana de Tulkarm. El portavoz de Hamás, Abdel Aziz Rantisi, dijo: "Mientras haya ocupación, habrá una resistencia" y negó que el ataque se haya programado para coincidir con la iniciativa de paz del gobierno de Arabia Saudita en la Cumbre de Beirut, una iniciativa rechazada por Hamás.
En su respuesta a la iniciativa saudí adoptada en la Cumbre de Beirut, el ministro de Relaciones Exteriores de Israel, Shimon Peres, señaló que "... los detalles de cada plan de paz deben discutirse directamente entre Israel y los palestinos, y para que esto sea posible, la Autoridad Palestina debe poner fin al terror, la horrible expresión de la cual fuimos testigos la noche pasada en Netanya.

## Víctimas
Las víctimas de la masacre fueron revelados los nombres por las autoridades policiales y judiciales de Israel están en la lista.
| - Shula Abramovitch - David Anichovitch - Alter Britvich - Frieda Britvich - Andre Fried - Idit Fried - Dvora Karim - Michael Karim - Eliezer Korman - Yehudit Korman - Sivan Vider - Ze'ev Vider - Ernest Weiss - Eva Weiss - Anna Yakobovitch - George Yakobovitch | - Avraham Beckerman - Shimon Ben-Aroya - Miriam Gutenzgan - Amiram Hamami - Perla Hermele - Marianne Myriam Lehmann Zaoui - Lola Levkovitch - Sarah Levy-Hoffman - Furuk Na'imi - Eliahu Nakash - Chanah Rogan - Irit Rashel - Clara Rosenberger - Yulia Talmi |

## Repercusiones

### Respuesta israelí
El ataque fue percibido en Israel como el punto culminante de un sangriento mes en el que más de 135 israelíes, en su mayoría civiles, murieron en ataques terroristas. Después del ataque de la masacre de la Pascua, el gobierno israelí declaró el estado de emergencia, ordenó el reclutamiento inmediato de 20 000 reservistas en un llamado de emergencia, y al día siguiente lanzó la operación antiterrorista a gran escala Operación Defensiva Shield en Cisjordania que tuvo lugar entre el 29 de marzo y el 10 de mayo.
Qeis Adwan, jefe de la red de suicidios responsable de la matanza, fue asesinado por las FDI el 5 de abril de 2002 durante la Operación Escudo Defensivo, después de que las FDI y el Yamam lo atraparon en Tubas, a unos 70 km al norte de Jerusalén. Una excavadora blindada de la FDI Caterpillar D9 derribó la casa donde se escondía, después de que se le dio la oportunidad de rendirse y se negó.

### Arrestos
En mayo de 2002, las fuerzas israelíes arrestaron a la mente maestra detrás del ataque, Abbas al-Sayed. El 22 de septiembre de 2005, al-Sayed fue declarado culpable del ataque de la Pascua y también de ordenar el atentado de mayo de 2001 contra un centro comercial de Netanya. Recibió 35 cadenas perpetuas por cada víctima de asesinato y tiempo adicional para los heridos. El 26 de marzo de 2008, el comandante de Hamás, Omar Jabar, sospechoso de organizar el bombardeo de la masacre de la Pascua, fue arrestado en Tulkarem.
En septiembre de 2009, Muhammad Harwish, militante de Hamás y planificador de la Masacre de la Pascua, fue arrestado por el escuadrón antiterrorista Yamam de élite de la Policía de Fronteras de Israel en su pueblo natal junto con un ayudante, Adnan Samara.